# Josef Imbach
 (février 2017).
Si vous disposez d'ouvrages ou d'articles de référence ou si vous connaissez des sites web de qualité traitant du thème abordé ici, merci de compléter l'article en donnant les références utiles à sa vérifiabilité et en les liant à la section « Notes et références ».
Josef Imbach, né le 3 décembre 1945 à Zofingue (Suisse), est un théologien franciscain suisse.
Après ses études de philosophie et de théologie à la faculté pontificale de théologie de saint Bonaventure à Rome entre 1967 et 1973, il devient vicaire à Therwil à  et professeur de théologie fondamentale à la faculté de théologie de Lucerne. De 1975 à 2002, Josef Imbach est professeur de théologie fondamentale à la faculté de théologie de saint Bonaventure (Seraphicum).
En 2002, Imbach reçoit une interdiction mondiale sur l'enseignement de toutes les facultés de théologie catholiques de la Congrégation - à l'époque dirigée par le cardinal Joseph Ratzinger, futur pape Benoît XVI. En effet, il a trahi sa promesse et le Magistère de l'Église en considérant les évangiles comme des histoires de catéchèse et en niant la possibilité de faire des miracles. En conséquence, Imbach a publiquement protesté contre les « procédures non transparentes » et « opinion sans réserve » de la CDF.